# Volta a Catalunya de 1933
La Volta a Catalunya de 1933 fou la quinzena edició de la Volta a Catalunya. La prova es disputà en nou etapes entre el 10 i el 18 de juny de 1933, per un total de 1.576 km. El vencedor final fou l'italià Alfredo Bovet, per davant del seu compatriota Ambrogio Morelli i el belga Antoine Dignef.
Dels 108 ciclistes inscrits inicialment van prendre la sortida 65 d'ells, entre els quals destaquen un bon grapat de belgues i italians. 40 foren els que l'acabaren.

## La cursa
La primera etapa no va oferir cap sorpresa i un nombrós grup arribà a la meta de Manresa per disputar-se la victòria de l'etapa a l'esprint. Aquest fou pel belga Joseph Demuysere, que d'aquesta manera es convertia en el primer líder de la Volta.
La segona etapa sí que comportà importants canvis en la classificació general. D'entrada els quilòmetres indicats per l'organització no eren certs, sinó que en lloc dels 217 foren uns 50 més els que hagueren de recórrer els ciclistes per arribar a Tortosa. A l'alçada d'El Perelló Federico Ezquerra ataca pensant que la meta és a prop i es forma un petit grup integrat per Demuysere, Cañardo, Bovet, Marchisio, Morelli i Trueba. Per darrere hi ha un grup perseguidor format per Elys, Decroix, Courthot, Escuriet i Bachero. En un moment d'esforç Cañardo pateix una avaria en sortir-se-li la cadena, cosa que fa que quedi endarrerit i sigui avançat pel grup perseguidor. Finalment a l'arribada a Tortosa Alfons Corthout s'imposa a Demuysere, mentre Morelli arribà a un minut i mig i Cañardo i Bovet a més de sis. 15 ciclistes abandonaren en el decurs de l'etapa, entre ells Ricardo Montero.
La tercera etapa, amb final a Reus fou la que marcà el resultat final de la cursa. De sortida es formà una escapada integrada per Bachero, Ezquerra i Bovet, però finalment quedà sols Bovet al capdavant de l'etapa. Al km 104, quan encara no s'havia arribat a l'equador de l'etapa, Bovet ja disposava de més de 15 minuts d'avantatge. A l'alçada d'El Pinell de Brai ja era mitja hora la diferència, la mateix que obtindria a l'arribada. Per darrere es produeixen atacs en el darrer tram d'etapa, arribant Ezquerra, Digneff i Trueba a Reus una mica pel davant de la resta de perseguidors. Mentrestant Cañardo i el líder fins al moment abandonen en el decurs de l'etapa.
A partir d'aquests moment Bovet es limità a conservar la diferència respecte als seus immediats perseguidors. En la sisena etapa Vicente Trueba Pérez li retallà més de 8 minuts, mentre que en la setena foren Digneff i Morelli els que retallaren 15 minuts. Amb tot, en la vuitena etapa fou novament Bovet el que distancià els seus principals perseguidors, guanyant finalment la cursa amb més mitja hora sobre Ambrogio Morelli.

## Classificació final
| Pos. | Ciclista             | Club                      | Temps        |
| ---- | -------------------- | ------------------------- | ------------ |
| 1    | Alfredo Bovet        | Bianchi                   | 55h 04' 19"  |
| 2    | Ambrogio Morelli     | Bianchi                   | + 31' 59"    |
| 3    | Antoine Dignef       | Genial Lucifer-Hutchinson | + 34' 57"    |
| 4    | Vicente Trueba Pérez | Bestetti                  | + 1h 05' 18" |
| 5    | Felice Gremo         | Dei                       | + 1h 09' 27" |
| 6    | Luigi Marchisio      | Olympia                   | + 1h 26' 51" |
| 7    | Federico Ezquerra    | Bilbaina                  | + 1h 30' 44" |
| 8    | Vicente Bachero      |                           | + 1h 31' 03" |
| 9    | Emile Decroix        | Genial Lucifer-Hutchinson | + 1h 34' 45" |
| 10   | Josep Nicolau        |                           | + 1h 37' 24" |

## Etapes
| Etapa | Data       | Recorregut                      | km     | Guanyador            | Líder            |
| ----- | ---------- | ------------------------------- | ------ | -------------------- | ---------------- |
| 1a    | 10 de juny | Barcelona - Manresa             | 83,9   | Joseph Demuysere     | Joseph Demuysere |
| 2a    | 11 de juny | Manresa - Tortosa               | 218,6  | Alfons Corthout      | Joseph Demuysere |
| 3a    | 12 de juny | Tortosa - Reus                  | 217,6  | Alfredo Bovet        | Alfredo Bovet    |
| 4a    | 13 de juny | Reus - Lleida                   | 131,2  | Alfons Corthout      | Alfredo Bovet    |
| 5a    | 14 de juny | Lleida - La Seu d'Urgell        | 190,1  | Ambrogio Morelli     | Alfredo Bovet    |
| 6a    | 15 de juny | La Seu d'Urgell - Girona        | 212,1  | Vicente Trueba Pérez | Alfredo Bovet    |
| 7a    | 16 de juny | Girona - Figueres               | 129,8  | Antoine Dignef       | Alfredo Bovet    |
| 8a    | 17 de juny | Figueres - Caldes de Malavella  | 179,5  | Felice Gremo         | Alfredo Bovet    |
| 9a    | 18 de juny | Caldes de Malavella - Barcelona | 174,96 | Alfredo Bovet        | Alfredo Bovet    |

### Etapa 1 Barcelona - Manresa. 83,9 km
|   | Ciclista         | Temps      |
| - | ---------------- | ---------- |
| 1 | Joseph Demuysere | 2h 34' 22" |
| 2 | Ambrogio Morelli | m. t.      |
| 3 | Alfredo Bovet    | m. t.      |

|   | Ciclista         | Temps      |
| - | ---------------- | ---------- |
| 1 | Joseph Demuysere | 2h 34' 22" |
| 2 | Ambrogio Morelli | m. t.      |
| 3 | Alfredo Bovet    | m. t.      |

### Etapa 2. Manresa - Tortosa. 218,6 km
|   | Ciclista         | Temps      |
| - | ---------------- | ---------- |
| 1 | Alfons Corthout  | 8h 11' 35" |
| 2 | Joseph Demuysere | m. t.      |
| 3 | Ambrogio Morelli | + 01' 27"  |

|   | Ciclista         | Temps       |
| - | ---------------- | ----------- |
| 1 | Joseph Demuysere | 10h 45' 27" |
| 2 | Alfons Corthout  | m. t.       |
| 3 | Ambrogio Morelli | + 01' 27"   |

### Etapa 3. Tortosa - Reus. 217,6 km
|   | Ciclista       | Temps      |
| - | -------------- | ---------- |
| 1 | Alfredo Bovet  | 7h 01' 00" |
| 2 | Antoine Dignef | + 29' 30"  |
| 3 | Vicente Trueba | + 29' 39"  |

|   | Ciclista       | Temps       |
| - | -------------- | ----------- |
| 1 | Alfredo Bovet  | 17h 53' 43" |
| 2 | Antoine Dignef | + 29' 30"   |
| 3 | Vicente Trueba | + 29' 39"   |

### Etapa 4. Reus - Lleida. 131,2 km
|   | Ciclista         | Temps      |
| - | ---------------- | ---------- |
| 1 | Alfons Corthout  | 4h 55' 00" |
| 2 | Ambrogio Morelli | m. t.      |
| 3 | Emile Decroix    | + 15"      |

|   | Ciclista       | Temps       |
| - | -------------- | ----------- |
| 1 | Alfredo Bovet  | 22h 49' 43" |
| 2 | Antoine Dignef | + 29' 30"   |
| 3 | Vicente Trueba | + 29' 39"   |

### Etapa 5. Lleida - La Seu d'Urgell. 190,1 km
|   | Ciclista          | Temps      |
| - | ----------------- | ---------- |
| 1 | Ambrogio Morelli  | 6h 44' 00" |
| 2 | Federico Ezquerra | m. t.      |
| 3 | Luigi Marchisio   | m. t.      |

|   | Ciclista         | Temps       |
| - | ---------------- | ----------- |
| 1 | Alfredo Bovet    | 29h 35' 13" |
| 2 | Vicente Trueba   | + 28' 59"   |
| 3 | Ambrogio Morelli | + 29' 41"   |

### Etapa 6. La Seu d'Urgell - Girona. 212,1 km
|   | Ciclista         | Temps      |
| - | ---------------- | ---------- |
| 1 | Vicente Trueba   | 8h 31' 00" |
| 2 | Antoine Dignef   | + 03' 55"  |
| 3 | Ambrogio Morelli | m. t.      |

|   | Ciclista         | Temps       |
| - | ---------------- | ----------- |
| 1 | Alfredo Bovet    | 38h 14' 23" |
| 2 | Vicente Trueba   | + 20' 49"   |
| 3 | Ambrogio Morelli | + 25' 26"   |

### Etapa 7. Girona - Figueres. 129,8 km
|   | Ciclista         | Temps      |
| - | ---------------- | ---------- |
| 1 | Antoine Dignef   | 4h 51' 32" |
| 2 | Ambrogio Morelli | + 02' 29"  |
| 3 | Alfons Corthout  | m. t.      |

|   | Ciclista         | Temps       |
| - | ---------------- | ----------- |
| 1 | Alfredo Bovet    | 43h 20' 10" |
| 2 | Ambrogio Morelli | + 13' 40"   |
| 3 | Antoine Dignef   | + 15' 42"   |

### Etapa 8. Figueres - Caldes de Malavella. 179,5 km
|   | Ciclista       | Temps      |
| - | -------------- | ---------- |
| 1 | Felice Gremo   | 6h 07' 00" |
| 2 | Alfredo Bovet  | m. t.      |
| 3 | Joaquim Tudela | + 11' 55"  |

|   | Ciclista         | Temps       |
| - | ---------------- | ----------- |
| 1 | Alfredo Bovet    | 49h 27' 10" |
| 2 | Ambrogio Morelli | + 29' 50"   |
| 3 | Antoine Dignef   | + 31' 12"   |

### Etapa 9. Caldes de Malavella - Barcelona. 174,9 km
|   | Ciclista         | Temps      |
| - | ---------------- | ---------- |
| 1 | Alfredo Bovet    | 5h 37' 09" |
| 2 | Ambrogio Morelli | + 02' 49"  |
| 3 | Antoine Dignef   | + 03' 45"  |

|   | Ciclista         | Temps       |
| - | ---------------- | ----------- |
| 1 | Alfredo Bovet    | 55h 04' 19" |
| 2 | Ambrogio Morelli | + 31' 59"   |
| 3 | Antoine Dignef   | + 34' 57"   |